# Peter Beckmann (Mediziner)
Peter Paul Christoph Beckmann (* 31. August 1908 in Hermsdorf bei Berlin; † 25. Februar 1990 in München) war ein deutscher Mediziner, Gerontologe und Kunstsachverständiger. 

## Leben
Peter Beckmann war der Sohn des Malers Max Beckmann und seiner ersten Ehefrau Minna Beckmann-Tube. Geboren wurde er im elterlichen Anwesen in der Ringstraße 8 (heute Nr. 17) in Hermsdorf bei Berlin. 
1936 wurde er nach Anfertigung der Dissertationsschrift „Ueber die Entwicklung der Anschauungen betreffend Atmungskatalysatoren und klinisch-therapeutische Versuche mit einem anorganischen Katalysator“ in Berlin zum Dr. med. promoviert. Beckmann entwickelte ab 1950 das Prinzip der Aktivierung chronisch Herzkranker und verhalf dieser Bewegungstherapie zum Durchbruch. Beckmann betrieb viele Jahre eine eigene Kurklinik in Ohlstadt, seine Heilverfahren wurden von anderen Einrichtungen übernommen.
1989 wurde nach ihm eine jährlich verliehene Ehrenmedaille der Deutschen Gesellschaft für Prävention und Rehabilitation von Herz-Kreislauferkrankungen (DGPR) benannt (Peter-Beckmann-Medaille).
Seit 1946 war er mit Maja geb. Ostermann verheiratet – aus der Ehe ging 1948 eine Tochter hervor, die spätere Kuratorin Mayen Beckmann. Sie ist Erbin und Nachlassverwalterin ihres Großvaters.